# Charles Rogers
Charles Sinclair "Charlie" Rogers (National City, 1 de junho de 1937) é um velejador estadunidense, medalhista olímpico. Ele competiu nos Jogos Olímpicos de Verão de 1964 na classe Dragon e conquistou a medalha de bronze, ao lado de Lowell North e Richard Deaver. Rogers também trabalhou em uma empresa de fabricação de velas.